# 2004년 8월
| 2004년: 1월 · 2월 · 3월 · 4월 · 5월 · 6월 · 7월 · 8월 · 9월 · 10월 · 11월 · 12월 |

| <           | 2004년 8월  | 2004년 8월 | 2004년 8월 | 2004년 8월 | 2004년 8월 | >          |
| 일          | 월          | 화         | 수         | 목         | 금         | 토         |
| 1 6.16 임자 | 2 17 계축   | 3 18 갑인  | 4 19 을묘  | 5 20 병진  | 6 21 정사  | 7 22 무오  |
| 8 23 기미   | 9 24 경신   | 10 25 신유 | 11 26 임술 | 12 27 계해 | 13 28 갑자 | 14 29 을축 |
| 15 30 병인  | 16 7.1 정묘 | 17 2 무진  | 18 3 기사  | 19 4 경오  | 20 5 신미  | 21 6 임신  |
| 22 7 계유   | 23 8 갑술   | 24 9 을해  | 25 10 병자 | 26 11 정축 | 27 12 무인 | 28 13 기묘 |
| 29 14 경진  | 30 15 신사  | 31 16 임오 |            |            |            |            |

| 편집하기 |

## 2004년8월 29일
- 제28회 아테네 올림픽의 폐회식이 현지시각 21:00에 열리다. 이번 올림픽에서 한국 선수단은 금 9, 은 12, 동 9개를 획득, 종합 9위의 성적을 거두다.

## 2004년8월 13일
- 제28회 아테네 올림픽의 대회가 개최되다. (~8월 29일)

## 2004년8월 11일
- 한국 정부는 신행정수도 예정지를 충남 연기, 공주 지방으로 확정하다.

## 2004년8월 9일
- 일본 후쿠이현 미하마초에 있는 미하마원자력발전소에서 증기 누출사고가 발생하다. 4명이 숨지고 7명이 크게 다치다.
- 미국 뉴욕거래소의 원유 선물 가격이 장중 한때 배럴당 44.97달러까지 상승하다. 러시아 석유업체 유코스의 생산중단 우려와 이라크의 불안한 상황이 석유 공급의 불확실성을 부채질하고 있어 일어난 상황으로 해석되다.

## 2004년8월 8일
- 자신을 검거하려던 경관 두 명을 살해한 혐의로 쫓기던 이학만이 붙잡히다.

## 2004년8월 3일
- 정부는 비공개로 자이툰 부대를 이라크로 추가파병하다.
- 다음이 미국의 포털 사이트 라이코스를 1112억 원에 인수하기로 하다.

## 2004년8월 2일
- AP 통신이 김선일 피랍 비디오테이프를 의도적으로 축소 편집한 사실이 밝혀져, 늑장 공개라는 비난을 피하기 위한 것이 아니었을까 추정되다.
- 한나라당 박근혜 대표가 정수장학회에 대하여 자신이 알아서 처리하겠다며 구체적인 처리방안을 밝히지 않아 논란이 되다.
- 종합주가지수가 연중 최저치인 719.59를 기록하고, 코스닥 종합지수는 325.18로 사상 최저치를 경신하다.
- 국제 유가가 급등세를 타며 9월 인도분 서부텍사스중질유(WTI) 선물가격은 배럴당 43.92달러로 사상 최고치를 기록했고, 중동산 두바이유는 지난달 30일 36.44달러까지 치솟다.

## 2004년8월 1일
- 조성민이 배우 최진실을 폭행하다. 이후 최진실은 조성민에 대해 법원에 '접근 금지 가처분' 신청하다.